# Palmin
Palmin er raffineret, bleget kokosfedt og har et højt indhold af mættede fedtsyrer. Palmin benyttes bl.a. i kiksekage og til kogning af klejner. 
| Mad og drikke | Spire Denne artikel om mad og drikke er en spire som bør udbygges. Du er velkommen til at hjælpe Wikipedia ved at udvide den. |